# María Catalina Brignole

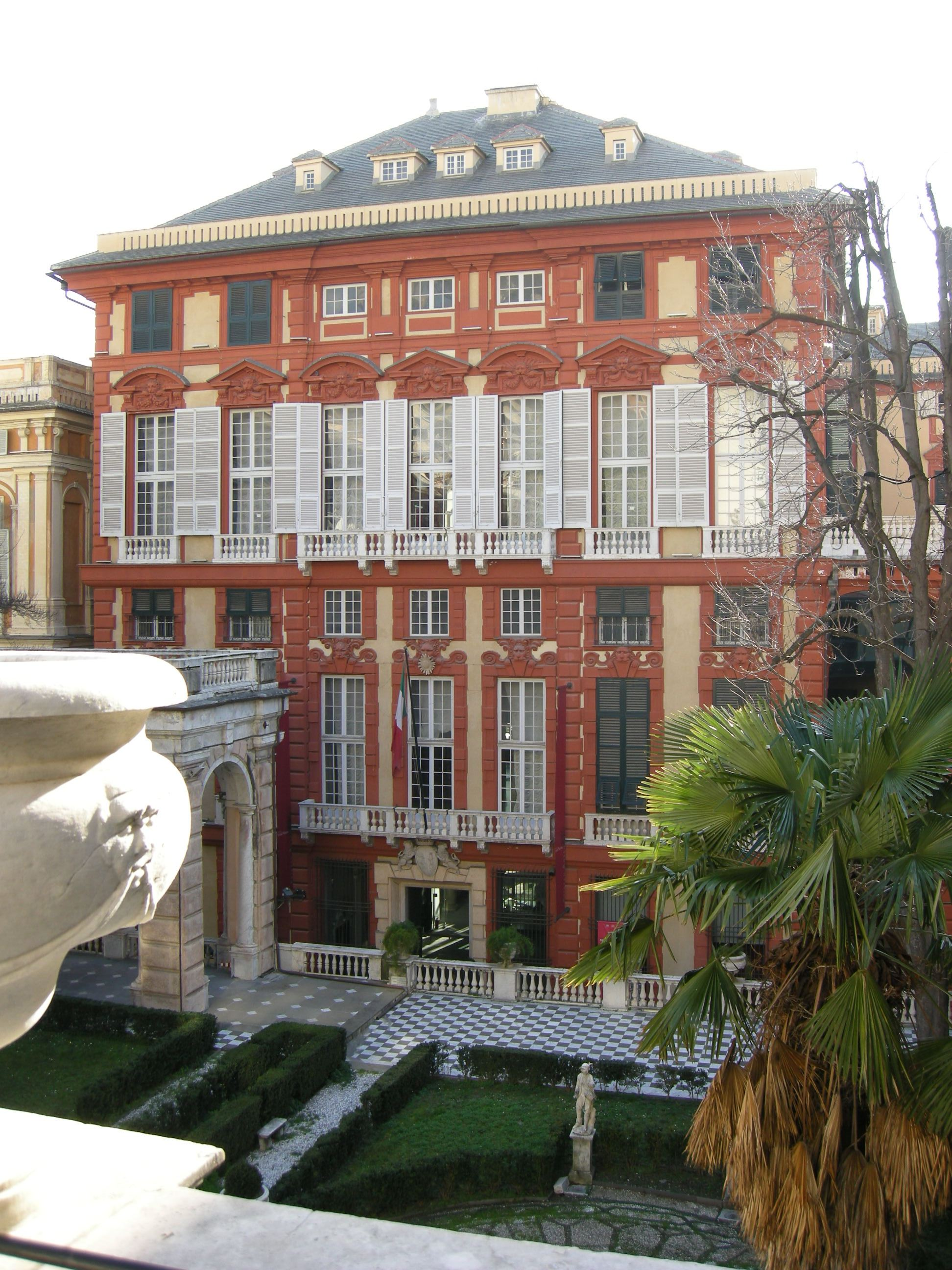
Palazzo Rosso, lugar de nacimiento de María Catalina.

María Catalina Brignole (Génova, 7 de octubre de 1737 - Wimbledon, 18 de marzo de 1813) fue por nacimiento una noble genovesa. El 5 de junio de 1757 se convirtió en princesa de Mónaco, al casarse con Honorato III, príncipe de Mónaco. Su marido falleció en 1795, y en 1798 se casó en segundas nupcias con el noble francés Luis José de Borbón-Condé, príncipe de Condé, y se convirtió en la princesa de Condé y por lo tanto miembro de la familia real francesa.

## Biografía
María Catalina era hija de José Brignole, VII marqués de Groppoli, perteneciente a una familia cuyos miembros habían ocupado la posición de Dux de Génova, y de su esposa, María Ana Balbi, cuyo padre también fue Dux de Génova. Como su padre era el embajador genovés en Francia, María Catalina y su madre frecuentaba los salones de París y la corte real de Versalles, donde eran conocidas por su belleza y apreciadas por su excelente dominio del francés. Su biógrafo, el conde de Ségur, se refería a María Catalina como "la mujer más bella de Francia".
María Catalina se enamoró con el príncipe de Condé, Luis José de Borbón, pero en 1755, su madre Maria Anna propuso un matrimonio entre su hija y su propio examante, Honorato III de Mónaco, que era casi 17 años mayor que María Catalina. Honorato III era hijo de Luisa Hipólita de Mónaco, princesa de Mónaco y de su consorte, Jaime Goyon de Matignon.
La familia de Honorato quería elevar su estatus y evitar así un matrimonio arreglado para él por la corte francesa, y diseñado para una mayor influencia francesa en Mónaco. Honorato había declinado muchas propuestas de matrimonio, pero estaba dispuesto a casarse con María Catalina debido a su belleza y su dote, y pronto le aceptó esa propuesta. El padre de María Catalina, sin embargo, no estaba de acuerdo, debido a la mala reputación de Honorato, así como la perspectiva de Honorato de heredar su fortuna, pero después de una intervención del rey Luis XV de Francia y Madame de Pompadour, dio su consentimiento en 1757.

## Princesa de Mónaco
María Catalina llegó a Mónaco en barco en compañía de la nobleza genovesa. Cuando llegaron, sin embargo, Honorato no estaba a bordo de su nave para dar la bienvenida a su novia. Cuando se le pidió que lo hiciese, él respondió que su condición de monarca le permitía que fuesen ellos los que viniesen a él. La comitiva genovesa respondió que María Catalina era miembro de una familia gobernante de la República de Génova y se negó a hacerlo. El barco quedó varado en alta mar varios días, hasta que la situación se resolvió en la reunión de ambos a medio camino, en un puente entre el barco y la costa.
La relación fue amable al principio, y la pareja tuvo dos hijos, Honorato IV, príncipe de Mónaco (nacido el 17 de mayo de 1758) y José de Mónaco (nacido en 1767). María Catalina pasaba el tiempo en Matignon, se pasaba los días con el príncipe de Condé, y rara vez participó en los actos oficiales como consorte. Honorato se volvió cada vez más celoso, y le exigió que escribiese sus pensamientos hacia él. Los celos de su esposo empeoraron hasta el punto en que ya no eran soportables para él. Mientras tanto, la esposa del Príncipe de Condé, Charlotte Godefride Élisabeth de Rohan, con quien se casó en 1753, murió en 1760, y con el tiempo su relación con María Catalina se hizo más intensa.
En 1769 había comenzado a establecer un hogar en el Hôtel Lassay, anexo a la residencia principal del Príncipe de Condé en París, el Palacio Borbón. En 1770, su esposo, celoso, ordenó cerrar las fronteras de Mónaco, en un intento de impedir que los amantes se escapasen. Esa misma noche, salió al balcón y no regresó. Se descubrió que ella había logrado cruzar a Francia y había viajado a Le Mans, al suroeste de París, donde se había refugiado en un convento cercano. Eventualmente, fue capaz de volver a París. Debido a la posición ilícita de María Catalina como señora de Condé, la nueva reina francesa, María Antonieta, ofendió al Príncipe de Condé tratando mal a María Catalina en la corte. Pero en esa época (1774), Condé y María Catalina comenzaron la construcción del Hôtel de Mónaco, para que fuese su hogar permanente en París. Fue en la rue Saint-Dominique, cerca del Palacio Borbón, y se terminó en 1777. Honorato finalmente se dio cuenta de que su relación con María Catalina había terminado por completo y dirigió su atención a sus propias amantes. María Catalina escribió a su esposo que «el matrimonio se podría resumir en tres palabras: la codicia, la valentía, y los celos».

## Vida posterior
María vivió con Condé en Francia hasta la Revolución Francesa, cuando la pareja se trasladó a Alemania y luego a Gran Bretaña. En 1795 Honorato murió, y el 24 de octubre de 1798, ella y Condé se casaron en Londres. El príncipe era el líder del ejército Condé, y utilizó su fortuna para ayudar a financiar el ejército francés exiliado. 
Ella murió en Wimbledon. Su entierro tuvo que ser financiado por la familia real británica. Su viudo que regreso a Francia en 1815, falleció en 1818.

## Títulos y estilos
- 7 de octubre de 1737 - 5 de julio de 1757: Doña María Catalina Brignole.
- 5 de julio de 1757 - 1770: Su Alteza Serenísima la Princesa de Mónaco.
- 1770 - 24 de octubre de 1798: Doña María Catalina Brignole Sale.
- 24 de octubre de 1798 - 18 de marzo de 1813: Su Alteza Serenísima la Princesa de Condé.

## Ancestros
|  |                                                        |  |  |  |  |  |  |  |  |  |  |  |  |  |  |  |
|  | 16. Antonio Giulio Brignole, II Marqués de Groppoli    |  |  |  |  |  |  |  |  |  |  |  |  |  |  |  |
|  |                                                        |  |  |  |  |  |  |  |  |  |  |  |  |  |  |  |
|  |                                                        |  |  |  |  |  |  |  |  |  |  |  |  |  |  |  |
|  | 8. Giovanni Francesco Brignole, IV Marqués de Groppoli |  |  |  |  |  |  |  |  |  |  |  |  |  |  |  |
|  |                                                        |  |  |  |  |  |  |  |  |  |  |  |  |  |  |  |
|  |                                                        |  |  |  |  |  |  |  |  |  |  |  |  |  |  |  |
|  | 17. Paola Maria Adorno                                 |  |  |  |  |  |  |  |  |  |  |  |  |  |  |  |
|  |                                                        |  |  |  |  |  |  |  |  |  |  |  |  |  |  |  |
|  |                                                        |  |  |  |  |  |  |  |  |  |  |  |  |  |  |  |
|  | 4. Anton Giulio Brignole, V Marqués de Groppoli        |  |  |  |  |  |  |  |  |  |  |  |  |  |  |  |
|  |                                                        |  |  |  |  |  |  |  |  |  |  |  |  |  |  |  |
|  |                                                        |  |  |  |  |  |  |  |  |  |  |  |  |  |  |  |
|  | 18. Giuseppe Maria Durazzo                             |  |  |  |  |  |  |  |  |  |  |  |  |  |  |  |
|  |                                                        |  |  |  |  |  |  |  |  |  |  |  |  |  |  |  |
|  |                                                        |  |  |  |  |  |  |  |  |  |  |  |  |  |  |  |
|  | 9. Maria Anna Durazzo                                  |  |  |  |  |  |  |  |  |  |  |  |  |  |  |  |
|  |                                                        |  |  |  |  |  |  |  |  |  |  |  |  |  |  |  |
|  |                                                        |  |  |  |  |  |  |  |  |  |  |  |  |  |  |  |
|  | 19. Francesca Balbi                                    |  |  |  |  |  |  |  |  |  |  |  |  |  |  |  |
|  |                                                        |  |  |  |  |  |  |  |  |  |  |  |  |  |  |  |
|  |                                                        |  |  |  |  |  |  |  |  |  |  |  |  |  |  |  |
|  | 2. Giuseppe Maria Brignole, VII Marqués de Groppoli    |  |  |  |  |  |  |  |  |  |  |  |  |  |  |  |
|  |                                                        |  |  |  |  |  |  |  |  |  |  |  |  |  |  |  |
|  |                                                        |  |  |  |  |  |  |  |  |  |  |  |  |  |  |  |
|  | 20. Giovanni Battista Brignole                         |  |  |  |  |  |  |  |  |  |  |  |  |  |  |  |
|  |                                                        |  |  |  |  |  |  |  |  |  |  |  |  |  |  |  |
|  |                                                        |  |  |  |  |  |  |  |  |  |  |  |  |  |  |  |
|  | 10. Giovanni Giacomo Brignole                          |  |  |  |  |  |  |  |  |  |  |  |  |  |  |  |
|  |                                                        |  |  |  |  |  |  |  |  |  |  |  |  |  |  |  |
|  |                                                        |  |  |  |  |  |  |  |  |  |  |  |  |  |  |  |
|  | 21. Isabella Raggi                                     |  |  |  |  |  |  |  |  |  |  |  |  |  |  |  |
|  |                                                        |  |  |  |  |  |  |  |  |  |  |  |  |  |  |  |
|  |                                                        |  |  |  |  |  |  |  |  |  |  |  |  |  |  |  |
|  | 5. Isabella Brignole Sale                              |  |  |  |  |  |  |  |  |  |  |  |  |  |  |  |
|  |                                                        |  |  |  |  |  |  |  |  |  |  |  |  |  |  |  |
|  |                                                        |  |  |  |  |  |  |  |  |  |  |  |  |  |  |  |
|  | 22. Angelo Pallavicini, Dux de Génova                  |  |  |  |  |  |  |  |  |  |  |  |  |  |  |  |
|  |                                                        |  |  |  |  |  |  |  |  |  |  |  |  |  |  |  |
|  |                                                        |  |  |  |  |  |  |  |  |  |  |  |  |  |  |  |
|  | 11. Lucrezia Pallavicini                               |  |  |  |  |  |  |  |  |  |  |  |  |  |  |  |
|  |                                                        |  |  |  |  |  |  |  |  |  |  |  |  |  |  |  |
|  |                                                        |  |  |  |  |  |  |  |  |  |  |  |  |  |  |  |
|  | 23. Anna Raggi                                         |  |  |  |  |  |  |  |  |  |  |  |  |  |  |  |
|  |                                                        |  |  |  |  |  |  |  |  |  |  |  |  |  |  |  |
|  |                                                        |  |  |  |  |  |  |  |  |  |  |  |  |  |  |  |
|  | 1. Catalina, Princesa consorte de Mónaco               |  |  |  |  |  |  |  |  |  |  |  |  |  |  |  |
|  |                                                        |  |  |  |  |  |  |  |  |  |  |  |  |  |  |  |
|  |                                                        |  |  |  |  |  |  |  |  |  |  |  |  |  |  |  |
|  | 24. Francesco Balbi                                    |  |  |  |  |  |  |  |  |  |  |  |  |  |  |  |
|  |                                                        |  |  |  |  |  |  |  |  |  |  |  |  |  |  |  |
|  |                                                        |  |  |  |  |  |  |  |  |  |  |  |  |  |  |  |
|  | 12. Giacomo Balbi                                      |  |  |  |  |  |  |  |  |  |  |  |  |  |  |  |
|  |                                                        |  |  |  |  |  |  |  |  |  |  |  |  |  |  |  |
|  |                                                        |  |  |  |  |  |  |  |  |  |  |  |  |  |  |  |
|  | 25. Barbara Airoli                                     |  |  |  |  |  |  |  |  |  |  |  |  |  |  |  |
|  |                                                        |  |  |  |  |  |  |  |  |  |  |  |  |  |  |  |
|  |                                                        |  |  |  |  |  |  |  |  |  |  |  |  |  |  |  |
|  | 6. Francesco Maria Balbi, Dux de Génova                |  |  |  |  |  |  |  |  |  |  |  |  |  |  |  |
|  |                                                        |  |  |  |  |  |  |  |  |  |  |  |  |  |  |  |
|  |                                                        |  |  |  |  |  |  |  |  |  |  |  |  |  |  |  |
|  | 26. Agostino Pinelli                                   |  |  |  |  |  |  |  |  |  |  |  |  |  |  |  |
|  |                                                        |  |  |  |  |  |  |  |  |  |  |  |  |  |  |  |
|  |                                                        |  |  |  |  |  |  |  |  |  |  |  |  |  |  |  |
|  | 13. Olimpia Pinelli                                    |  |  |  |  |  |  |  |  |  |  |  |  |  |  |  |
|  |                                                        |  |  |  |  |  |  |  |  |  |  |  |  |  |  |  |
|  |                                                        |  |  |  |  |  |  |  |  |  |  |  |  |  |  |  |
|  | 3. Maria Anna Balbi                                    |  |  |  |  |  |  |  |  |  |  |  |  |  |  |  |
|  |                                                        |  |  |  |  |  |  |  |  |  |  |  |  |  |  |  |
|  |                                                        |  |  |  |  |  |  |  |  |  |  |  |  |  |  |  |
|  | 28. Giovanni Domenico Durazzo                          |  |  |  |  |  |  |  |  |  |  |  |  |  |  |  |
|  |                                                        |  |  |  |  |  |  |  |  |  |  |  |  |  |  |  |
|  |                                                        |  |  |  |  |  |  |  |  |  |  |  |  |  |  |  |
|  | 14. Giovanni Agostino Durazzo                          |  |  |  |  |  |  |  |  |  |  |  |  |  |  |  |
|  |                                                        |  |  |  |  |  |  |  |  |  |  |  |  |  |  |  |
|  |                                                        |  |  |  |  |  |  |  |  |  |  |  |  |  |  |  |
|  | 29. Maria Chiavari                                     |  |  |  |  |  |  |  |  |  |  |  |  |  |  |  |
|  |                                                        |  |  |  |  |  |  |  |  |  |  |  |  |  |  |  |
|  |                                                        |  |  |  |  |  |  |  |  |  |  |  |  |  |  |  |
|  | 7. Maria Clarice Durazzo                               |  |  |  |  |  |  |  |  |  |  |  |  |  |  |  |
|  |                                                        |  |  |  |  |  |  |  |  |  |  |  |  |  |  |  |
|  |                                                        |  |  |  |  |  |  |  |  |  |  |  |  |  |  |  |
|  | 30. Napoleone Spinola                                  |  |  |  |  |  |  |  |  |  |  |  |  |  |  |  |
|  |                                                        |  |  |  |  |  |  |  |  |  |  |  |  |  |  |  |
|  |                                                        |  |  |  |  |  |  |  |  |  |  |  |  |  |  |  |
|  | 15. Maddalena Spinola                                  |  |  |  |  |  |  |  |  |  |  |  |  |  |  |  |
|  |                                                        |  |  |  |  |  |  |  |  |  |  |  |  |  |  |  |
|  |                                                        |  |  |  |  |  |  |  |  |  |  |  |  |  |  |  |
|  | 31. Agata Girolama Brignole                            |  |  |  |  |  |  |  |  |  |  |  |  |  |  |  |
|  |                                                        |  |  |  |  |  |  |  |  |  |  |  |  |  |  |  |
|  |                                                        |  |  |  |  |  |  |  |  |  |  |  |  |  |  |  |